# Chaudon-Norante
Chaudon-Norante is een gemeente in het Franse departement Alpes-de-Haute-Provence (regio Provence-Alpes-Côte d'Azur) en telt 129 inwoners (1999). De plaats maakt deel uit van het arrondissement Digne-les-Bains. In de gemeente ligt spoorwegstation Chaudon-Norante.

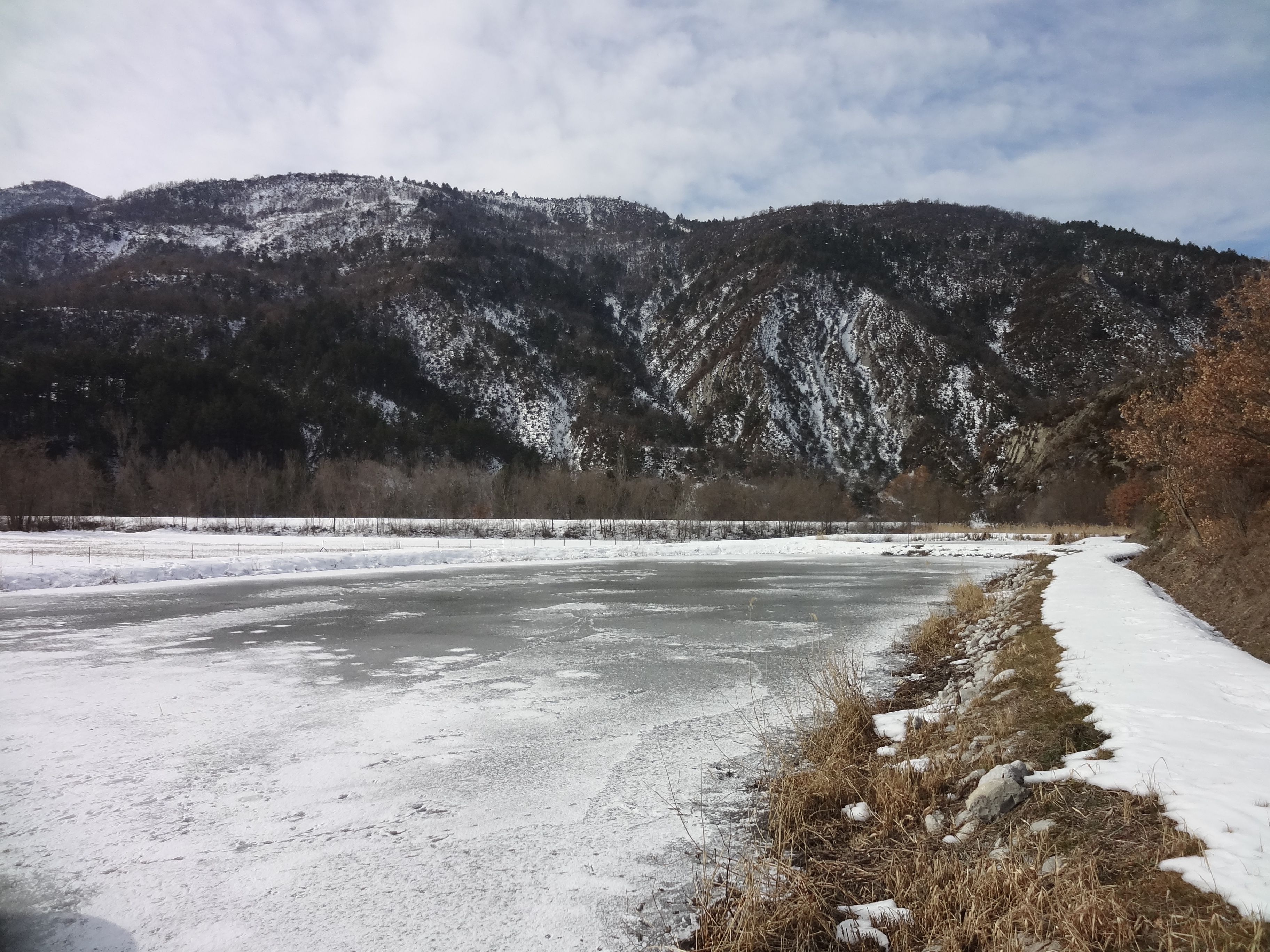
Lac de Norante
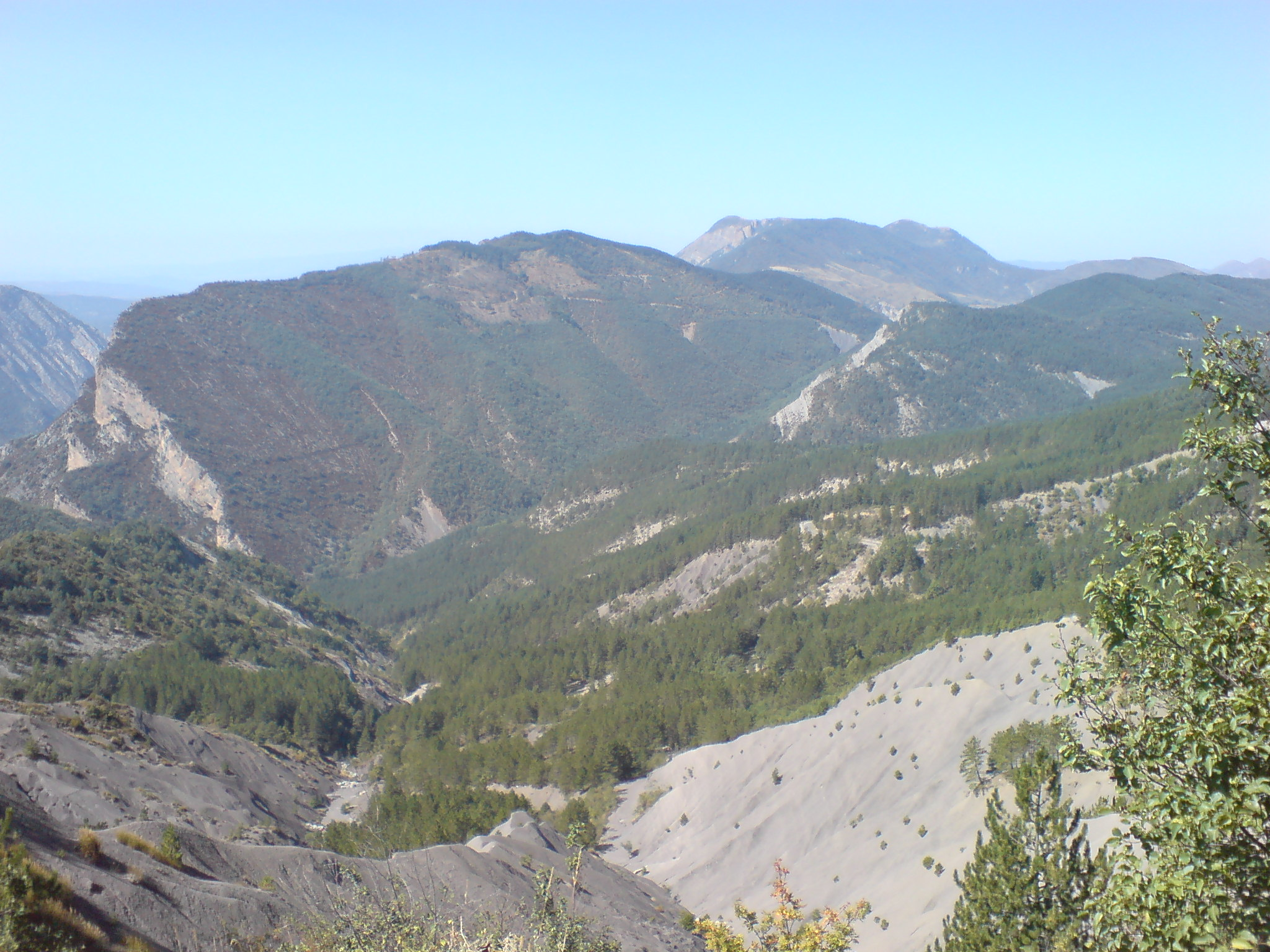
Top van de Corobin
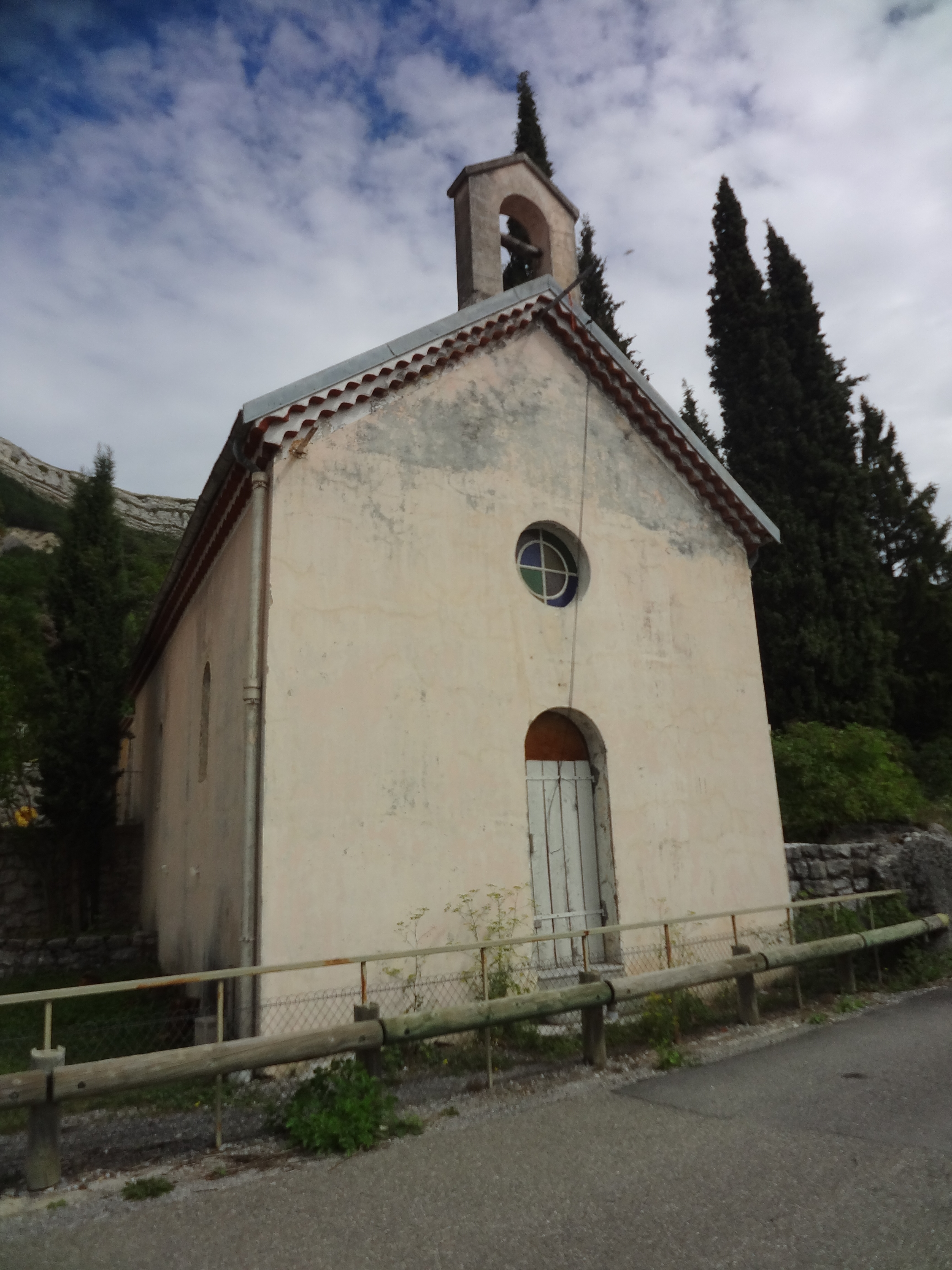
Kerk van de maagdelijke geboorte

## Geografie
De oppervlakte van Chaudon-Norante bedraagt 33,7 km², de bevolkingsdichtheid is 3,8 inwoners per km².
De onderstaande kaart toont de ligging van Chaudon-Norante met de belangrijkste infrastructuur en aangrenzende gemeenten.

## Demografie
Onderstaande figuur toont het verloop van het inwonertal (bron: INSEE-tellingen).
Vanwege een beveiligingsprobleem met de MediaWiki Graph-software is het momenteel niet mogelijk deze grafiek weer te geven. Zodra de software is bijgewerkt zal de grafiek vanzelf weer zichtbaar worden.